# قرية ودحميدان
قريه ودحميدان، قرية سودانية تقع في ولاية الجزيرة محليه جنوب الجزيرة الوحدة الإدارية ودالنعيم. مساحة القرية 100 كيلو متر مربع. تحتوي قرية ودحميدان الكثير من الموارد وتهتم كثيرا بالزراعة ومن المحاصيل التي تنتجها الذره، القمح، البصل، الطماطم، القطن، الفول السودانيوقصب السكر.
توجد بالقرية مدرستين أساس واحده للبنين والثانية للبنات ومدرسه ثانويه واحده مشتركه بين البنين والبنات ومركز صحي ونادي متكامل للشباب والرياضة وملعب لكره القدم والطائرة